# Сала Баганца
Са̀ла Бага̀нца (на италиански: Sala Baganza, на местен диалект Säla, Сала) е градче и община в северна Италия, провинция Парма, регион Емилия-Романя. Разположено е на 176 m надморска височина. Населението на общината е 5531 души (към 2012 г.).